# Ringkloster
Ring Kloster var et nonnekloster under benediktinerordenen, der lå ved den sydøstlige ende af Skanderborg Sø (Hylke Sogn, Voer Herred, Skanderborg Kommune). Det omtales første gang i 1203, men den nære beliggenhed til klosteret på Kalvø antyder at det er anlagt som dobbelt-kloster, og stammer så muligvis fra begyndelsen af 1100-tallet.
Nonneklostrene var i hovedsagen stiftelser for enlige kvinder, som påtog sig også at opfostre og opdrage adelige piger. Herfor modtog man igennem årene store gaver fra fædre og formyndere til nonner og pensionærer.
Efter reformationen havde Ring Kloster 221 gårde, møller , enemærker og lodder, fordelt i 14 herreder og 46 sogne.
I 1536 bevilgedes det, at den gamle kirke ved Ring Kloster, der brugtes som lade, skal nedrives og materialerne bruges til udvidelse og reparation af Skanderup Kirke. Man byggede bl.a. et nyt sideskib af materialerne.
Altertavlen fra 1487 findes nu i Østbirk Kirke, og en alterkalk fra begyndelsen af 1500-tallet er i Stilling Kirke. 
Der er fundet middelalderlige bygningsrester. 
Hovedgården Ringkloster ligger på den gamle klostertomt ved Skanderborg Sø. Hovedbygningen blev opført i 1826 og forhøjet i 1854, men blev nedrevet i 1970'erne.
Ved Ringkloster er der fundet en vinterboplads fra Ertebøllekulturen.
Ringkloster Gods er på 165,4 hektar

## Ejere af Ringkloster
- (1100-1536) Benediktinerkloster
- (1536-1824) Kronen
- (1824-1826) C. Qvist / P. J. Schandorff
- (1826-1832) M. G. Krag
- (1832-1841) Carl von Arenstorff
- (1841-1886) D. C. A. Andersen
- (1886-1914) C. F. Andersen
- (1914-1926) Enke Fru L. Andersen
- (1926-1968) Holger Andersen
- (1968-1989) Karl Teisen
- (1989-2006) Orla Lokdam
- (2006-) Knud Sørensen

## Eksterne Kilder/henvisninger
- Strejf.dk
- Dkconline Arkiveret 27. september 2007 hos  Wayback Machine
- Om bopladsfund Arkiveret 22. juli 2007 hos  Wayback Machine
- Ring Klosterkirke hos danmarkskirker.natmus.dk (Danmarks Kirker, Nationalmuseet)

56°0′46.55″N 9°57′54.79″Ø / 56.0129306°N 9.9652194°Ø